# کلتس
کلتس (به لاتین: Kolets) یک منطقهٔ مسکونی در بلغارستان است که در شهرستان مینرالنی بانی واقع شده‌است.